# Dominic McGuire
Dominic Rashad McGuire (San Diego, California, 20 de octubre de 1985) es un jugador de baloncesto estadounidense. Con 2.03 de estatura, juega en la posición de alero.

## Trayectoria deportiva

### Universidad
Jugó sus dos primeros años universitarios en la Universidad de California, Berkeley, donde promedió 5,7 puntos y 4,2 rebotes, siendo transferido a la  Fresno State University, pasando la temporada 2005-2006 en blanco. En Fresno mejoró ostensiblemente sus números, acabando con 13,5 puntos y 9,8 rebotes por partido.

### Profesional
Fue elegido en el puesto 47 del Draft de la NBA de 2007 por Washington Wizards. Tuvo que demostrar en el campus de verano su valía, promediando 12 puntos y 6 rebotes en 5 partidos disputados, para acabar firmando contrato con el club capitalino en agosto de 2007.
El 18 de febrero de 2010 fue traspasado a Sacramento Kings a cambio de una futura segunda ronda de draft y dinero. El 9 de julio de 2010 fichó por Charlotte Bobcats. 
El 15 de diciembre de 2011 firmó por Golden State Warriors.
En el año 2012 firmó un contrato no garantizado con los Toronto Raptors que tras unos cuantos partidos decidieron cortarle para fichar al alero francés Mickaël Piétrus, más tarde esa temporada firmó un contrato con los New Orleans Hornets que al igual que los Raptors decidieron cortarle luego de unos partidos con el equipo. Su último equipo en la temporada 2012/13 fueron los Indiana Pacers que después de 2 partidos decidieron no extenderle su contrato de 10 días.
McGuire jugó el tramo final de la temporada 2013-14 de la NBA Development League con los Santa Cruz Warriors y los Tulsa 66ers. Posteriormente dejó su país para actuar como jugador extranjero en equipos de Latinoamérica (Gigantes de Guayana de Venezuela y Leones de Ponce de Puerto Rico) y Asia (en los clubes israelíes Hapoel Eilat B.C. y Hapoel Holon, y en los Shenzhen Leopards de China). 
En septiembre de 2016 se anunció su contratación por parte del club turco Trabzonspor, pero nunca se produjo su incorporación al equipo. 
Disputó la temporada 2017 del BIG3 como parte del equipo Ball Hogs.
Jugó dos temporadas con los Aguacateros de Michoacán de la Liga Nacional de Baloncesto Profesional de México, actuando en medio de ambas experiencias en La Cancha del Baloncesto Superior de Espaillat de República Dominicana, Malvín de la Liga Uruguaya de Básquetbol -con el que se consagró campeón del torneo local- y el equipo nicaragüense Real Estelí, al cual guio a la conquista de la Liga Centroamericana 2018.
En octubre de 2023 se hizo cargo como propietario del equipo Guy Levy Legends de San Diego, California, una franquicia de la ABA para la que se ha desempeñado también como jugador-entrenador.

## Estadísticas de su carrera en la NBA

### Temporada regular
| Año     | Equipo       | PJ  | PT | MPP  | %TC  | %3P  | %TL  | RPP | APP | ROB | TPP | PPP |
| ------- | ------------ | --- | -- | ---- | ---- | ---- | ---- | --- | --- | --- | --- | --- |
| 2007–08 | Washington   | 70  | 1  | 9.9  | .379 | .167 | .438 | 2.0 | .6  | .3  | .4  | 1.3 |
| 2008–09 | Washington   | 79  | 57 | 26.2 | .432 | .500 | .725 | 5.4 | 2.5 | .8  | .9  | 4.5 |
| 2009–10 | Washington   | 41  | 0  | 5.9  | .375 | .000 | .000 | 1.5 | .2  | .1  | .1  | .7  |
| 2009–10 | Sacramento   | 10  | 2  | 6.7  | .333 | .000 | .000 | 1.8 | .3  | .1  | .1  | .8  |
| 2010–11 | Charlotte    | 52  | 8  | 14.6 | .396 | .000 | .769 | 3.8 | .8  | .2  | .6  | 3.3 |
| 2011–12 | Golden State | 64  | 6  | 17.6 | .448 | .000 | .736 | 3.8 | 1.7 | .7  | .6  | 3.5 |
| 2012-13 | Toronto      | 15  | 9  | 15.3 | .469 | .000 | .333 | 3.2 | .7  | .3  | .5  | 2.1 |
| 2012-13 | New Orleans  | 9   | 0  | 16.1 | .429 | .000 | .500 | 3.1 | 1.0 | .9  | .3  | 2.1 |
| 2012-13 | Indiana      | 2   | 1  | 6.0  | .000 | .000 | .000 | 1.0 | .5  | .0  | .0  | .0  |
| Total   | Total        | 342 | 84 | 15.6 | .419 | .188 | .658 | 3.4 | 1.2 | .4  | .5  | 2.7 |

### Playoffs
| Año     | Equipo     | PJ | PT | MPP | %TC  | %3P  | %TL  | RPP | APP | ROB | TPP | PPP |
| ------- | ---------- | -- | -- | --- | ---- | ---- | ---- | --- | --- | --- | --- | --- |
| 2007–08 | Washington | 3  | 0  | 5.0 | .000 | .000 | .500 | 1.0 | .3  | .3  | .3  | .3  |
| Total   | Total      | 3  | 0  | 5.0 | .000 | .000 | .500 | 1.0 | .3  | .3  | .3  | .3  |